# Stenophylax torosicus
Stenophylax torosicus là một loài Trichoptera trong họ Limnephilidae. Chúng phân bố ở miền Cổ bắc.